# Чешка ренесансна архитектура
Чешка ренесансна архитектура се односи на архитектонски период раног модерног доба у Чешкој, Моравској и Чешкој Шлеској, које су тада чиниле Земље чешке круне, а данас чине Чешку Републику. Ренесансни стил је цветао у Чешкој од касног 15. века до прве половине 17. века.
У земљама чешке круне, као и у другим деловима средње Европе, ренесансни стил се прихватао спорије него у јужној Европи и каснио је у поређењу са Италијом. То је делимично узроковано ситуацијом у Краљевини после Хуситских ратова. Бохемијска реформација је била неповерљива према утицајима који су долазили из „папске“ Италије и прилично је поштовала традиционалне вредности изражене у старијем готичком стилу. Стога се први примери ренесансне архитектуре у Чешкој могу наћи у доменима католичке аристократије или католичког краља. Ренесансни стил се први пут појавио у Чешком краљевству 1490-их. Бохемија (заједно са својим инкорпорираним земљама, посебно Моравском) се тако сврстала међу области Светог римског царства са најранијим познатим примерима ренесансне архитектуре.
Земље чешке круне никада нису биле део старог Римског царства, тако да су пропустиле своје античко класично наслеђе и морале су да зависе првенствено од италијанских модела. Као и у другим средњоевропским земљама, готички стил је задржао своју позицију посебно у црквеној архитектури. Традиционална готичка архитектура сматрана је безвременском и стога способна да изрази вечност Бога или да нагласи дугу традицију места где је коришћена. Ренесансна архитектура коегзистирала је са готичким стилом у Чешкој и Моравској све до касног 16. века (нпр. резиденцијални део палате је изграђен у модерном ренесансном стилу, али је њена капела пројектована са готичким елементима).
Фасаде чешких ренесансних зграда често су биле украшене зграфитом (фигуралним или орнаменталним). Фигурални зграфито као и рељефни украси обично су црпили инспирацију из Библије или античке грчке митологије.

## Секуларна архитектура

### Јагелонски период
Најранији познати елементи ренесансне архитектуре у Чешкој су портали две моравске аристократске резиденције у Моравској Требови и Товачову. Обе датирају из 1492. године. У исто време Краљевски двор у Прашком замку, у престоници Чешке краљевине, обновљен је под краљем Владиславом II Јагелонцем Млађим. Новоизграђена велика свечана сала названа по Краљу (Дворана Владислава) осветљена је низом великих правоугаоних прозора који су најранији ренесансни архитектонски елементи у Прагу. Један од њих носи датум 1493. године. Архитекта Владиславске сале био је Бенедикт Рејт који је касније изградио и Лујево крило Краљевске палате (1503–1509), која се сматра најстаријом ренесансном стамбеном зградом у Чешкој, иако су плафони пројектовани у облику готичких ребрастих сводова.

Иако је готички стил остао водећи стил у Чешкој под династијом Јагелона (1471–1526), почео је да се све више меша са елементима ренесансе. Ова фаза чешке архитектуре често се назива јагелонском готиком, али се може сматрати и раном фазом ренесансног стила у Чешкој.
- Лујево крило у Прашком замку од 1503–1509.
- Портал у замку Моравска Требова из 1492. године
- Портал цркве Светог Ђорђа у Прашком замку, око 1510. године
- Датум 1493. на најранијем ренесансном прозору у Чешкој. Један од прозора дворане Владислав у Прашком замку.
- Портал у Товачовом замку из 1492. године

### Хабзбуршки период
Директан утицај италијанске ренесансне архитектуре дошао је најпре након ступања Фердинанда I Хабзбуршког на бохемијски престо. Године 1538–1563. Фердинанд је изградио Краљевску летњу палату (познату и као Белведере), смештену у новооснованој Краљевској башти Прашког замка. Летња палата са рељефним украсима и аркадама у приземљу које подржавају велики балкон сматра се најчистијим узорком италијанске ренесансне архитектуре северно од Алпа, иако нема директан узор у Италији. За време његове владавине 1555–1558. у близини Прага је саграђена још једна летња палата (Lustschloss) за краљевску породицу, у облику звезде, такозвана Звездана летња палата на Белој гори (чеш. letohrádek Hvězda), коју је вероватно дизајнирао краљев син надвојвода Фердинанд II. Најзначајнији ренесансни архитекти који су радили за краљевски и царски двор у Прашком замку били су Паоло дела Стела, Бонифац Волмут и Ђовани Марија Филипи.
- Краљевска летња палата у Краљевском врту Прашког замка, изграђена 1538–1563.
- Детаљ стуба Краљевске летње палате
- Letohrádek Hvězda – летњиковац краљевске породице саграђен у облику звезде 1555–1558.
- Аркаде замка Опочно

Трансформацију средњовековног Прага у ренесансни град убрзао је велики пожар Мале Стране Прага, Храдчана и Прашког замка 1541. године. Након пожара многе првобитно грађанске куће су обновљене у аристократске резиденције, нпр. Палата Шварценберг, Палата Мартиниц и Палата господара Храдеца, све са богато украшеним зграфито фасадама.
У 16. веку, хуманистички образовано племство се преселило из неудобних готичких замкова у новоизграђене простране ренесансне дворце са елегантним аркадним двориштима и геометријски уређеним вртовима са фонтанама и статуама. Акценат је стављен на комфор, а појавиле су се и зграде за забаву (нпр. дворане за игре са лоптама, летњиковци). Најзначајнији чешки ренесансни замкови су: Литомишл, Телч, Чешки Крумлов, Кратошвиле, Јиндрихув Храдец, Нелахозевес, Опочно, Пардубице, Хоршовски Тин, Бехиње, Фридлант, Велке Лосини, Бенатки на Јизери, Бенешов на Плоучњици, Костолец на Черними леси, Кацержов, Моравска Требова и Бучовице.
По својој ренесансној урбаној архитектури су познати следећи градови: Чешки Крумлов, Телч, Нове мјесто на Метуји, Пардубице, Јиндрихув Храдец, Славоњице, Хрудим и Прахатице. Многе градске куће изграђене су у ренесансном стилу, на пример у Литомјержицама, Нимбурку, Простјејову, Волињу, Стрибру, Плзењу, Храдчанима и Малој страни у Прагу.
Током 16. века италијански архитекте, градитељи, зидари и уметници уопште постали су веома популарни у чешким земљама. Веома значајни су били Улрико Аостали и Балдасаре Маги који су радили у Бохемији.

За време владавине цара Светог римског царства и чешког краља Рудолфа II, град Праг је постао један од најважнијих европских центара уметности касне ренесансе (тзв. маниризам). Италијански архитекта Ђовани Марија Филипи је обновио и доградио Нову краљевску палату у Прашком дворцу за цара. Нажалост, сачувани су само неки њени делови (Матијас капија, Шпанска сала). Рудолф је подигао и цркву Светог Рока у Храдчанима код манастира Страхов. Веома значајна касноренесансна грађевина овог периода је италијанска капела Клементинум у Старом граду у Прагу.
- Градска већница у Стриброу
- Низ ренесансних кућа у Новем мјесту на Метуји
- Зграфито фасада у Славоњицама са датумом 1545.
- Куће у Славоњицама
- Градска већница у Плзењу

## Сакрална архитектура
У време ренесансе положај црквених институција је био веома слаб у Чешкој као резултат бохемијске реформације. Током Хуситских ратова (1419–1434) многи манастири су уништени или су изгубили своја добра. Прашка архиепископија је остала упражњена до 1561. године и Литомишлска епископија је престала да постоји. Њихова имовина је била секуларизована. Све до 17. века црквене институције у Чешкој нису имале довољно средстава да финансирају изградњу нових верских објеката. Стога је ренесансна сакрална архитектура ређа од готичке или барокне сакралне архитектуре у земљама круне Бохемије. Ренесансна манастирска архитектура је прилично ретке у Чешкој и Моравској. Цркве новосаграђене током 16. века углавном су спонзорисале племићке породице, општине и краљевски двор.
Чешке ренесансне цркве су обично биле снажно инспирисане готичком сакралном архитектуром. Током 16. века готички облици постају израз сакралности. Ренесансне цркве често комбинују ренесансну архитектуру са неким готичким елементима као што су ребрасти сводови или камени украси на прозорима.
У цркви Свете Тројице у Опочном ренесансни коринтски стубови носе готички ребрасти свод изграђен 1567. године. Лутеранска ренесансна црква Христа Спаситеља у Старом граду у Прагу изграђена 1610-их година има традиционални тлоцрт и користи камене украсе на прозорима који у другим аспектима не подсећају на готичке прозоре. Католичка црква Светог Рока саграђена је 1602–1612. на необичном сложеном тлоцрту.
У периоду ренесансе завршена је изградња неколико готичких цркава. Цркве Богородице Снежне и Успења Марије и Светог Карла Великог у Новом граду у Прагу добиле су своје данашње плафоне у облику готичких ребрастих сводова.

Швајцарски италијански архитекта цркве Светих Петра и Павла у Волењици Томасо Роси ди Мендрицио био је под утицајем локалне бохемијске културе и дизајнирао је нови свод цркве инспирисан касноготичким ребрастим сводовима. Друге значајне чешке ренесансне цркве су црква светих Петра и Павла у Краловицама, црква светог Мартина у Мјеротину, црква светог Михаила у Брани, црква Светог Јована Крститеља у Велке Лосини, црква светог Вацлава у Рудњику и црква Св. цркве јединства браће у Младој Болеслави и Липнику на Бечви. Капела Светог Јована Крститеља у Архиепископској палати у Прагу је веома добро очуван драгуљ ренесансних сакралних ентеријера у Чешкој. Још једна драгоцена ренесансна капела је капела Светог Станислава у катедрали Светог Вацлава у Оломоуцу.
- Црква чешке браће у Младој Болеслави
- Црква Светог Роха у Прагу
- Унутрашњост Високе синагоге у Прагу
- Црква Светих Петра и Павла у Краловицама
- Италијанска капела у Клементинуму из 1590-их

Током 16. века у Прагу су изграђене три нове синагоге. Најстарији делови синагоге Пинкас садрже касноготичке елементе (ребрасти свод, шаре). Синагога Мајсел је изгубила ренесансни изглед, али је Висока синагога веома добро очувана. Иза њене врло једноставне фасаде са три прозора крије се веома вредан ренесансни ентеријер.
Италијанска капела посвећена Успењу Пресвете Богородице, која се налази поред некадашњег језуитског колеџа Клементинум изграђеног 1590–1600. за Италијане који живе у Прагу, по пројекту италијанског архитекте О. Маскарина, веома је значајна за развој сакралне архитектуре у Бохемији јер је један од првих чешких верских објеката који не користи никакве готичке елементе. Има елиптични тлоцрт, па се чак понекад сматра једним од најранијих барокних архитектонских облика у Чешкој.